# Spyders Inc

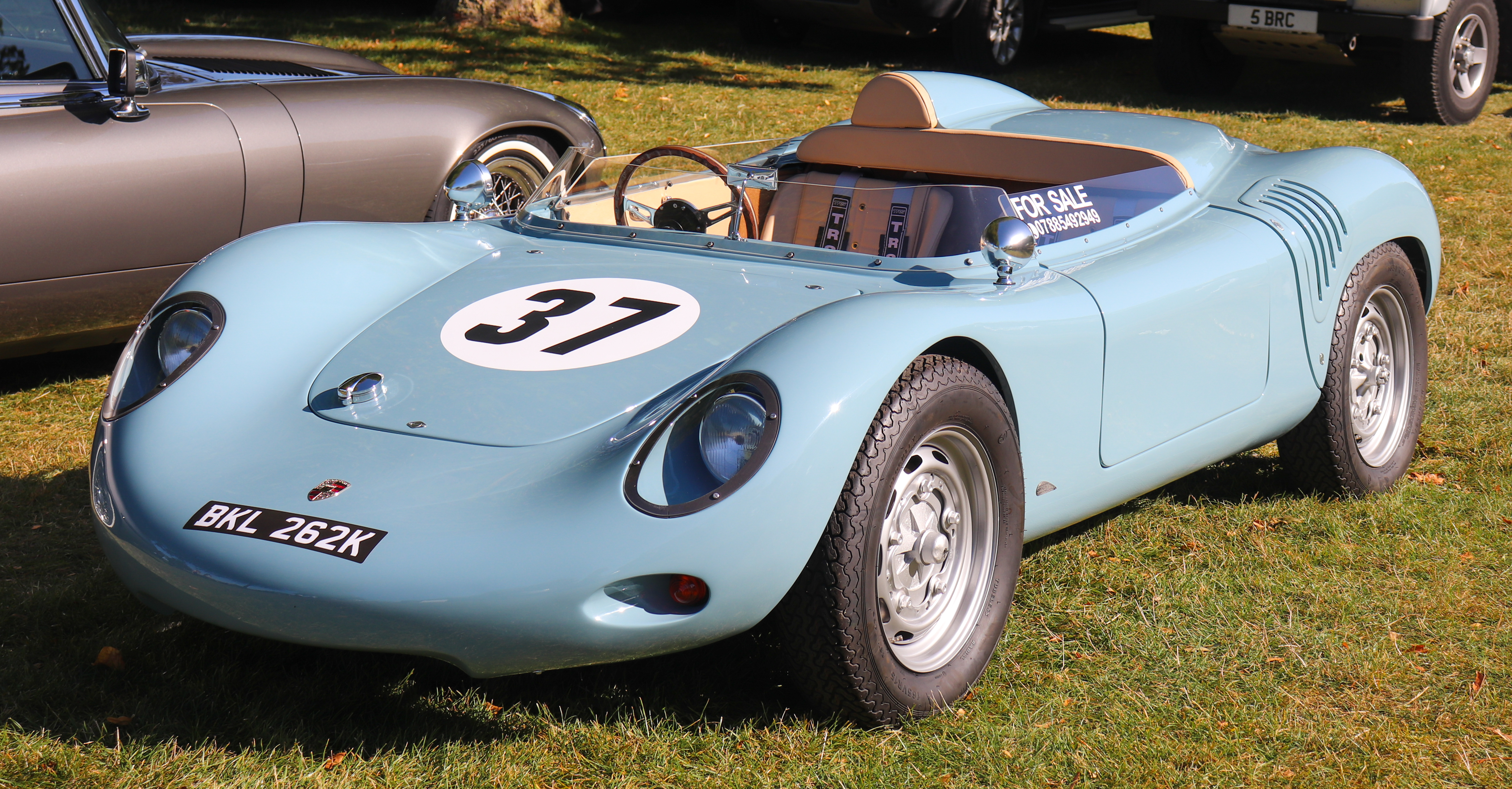
718-RSK

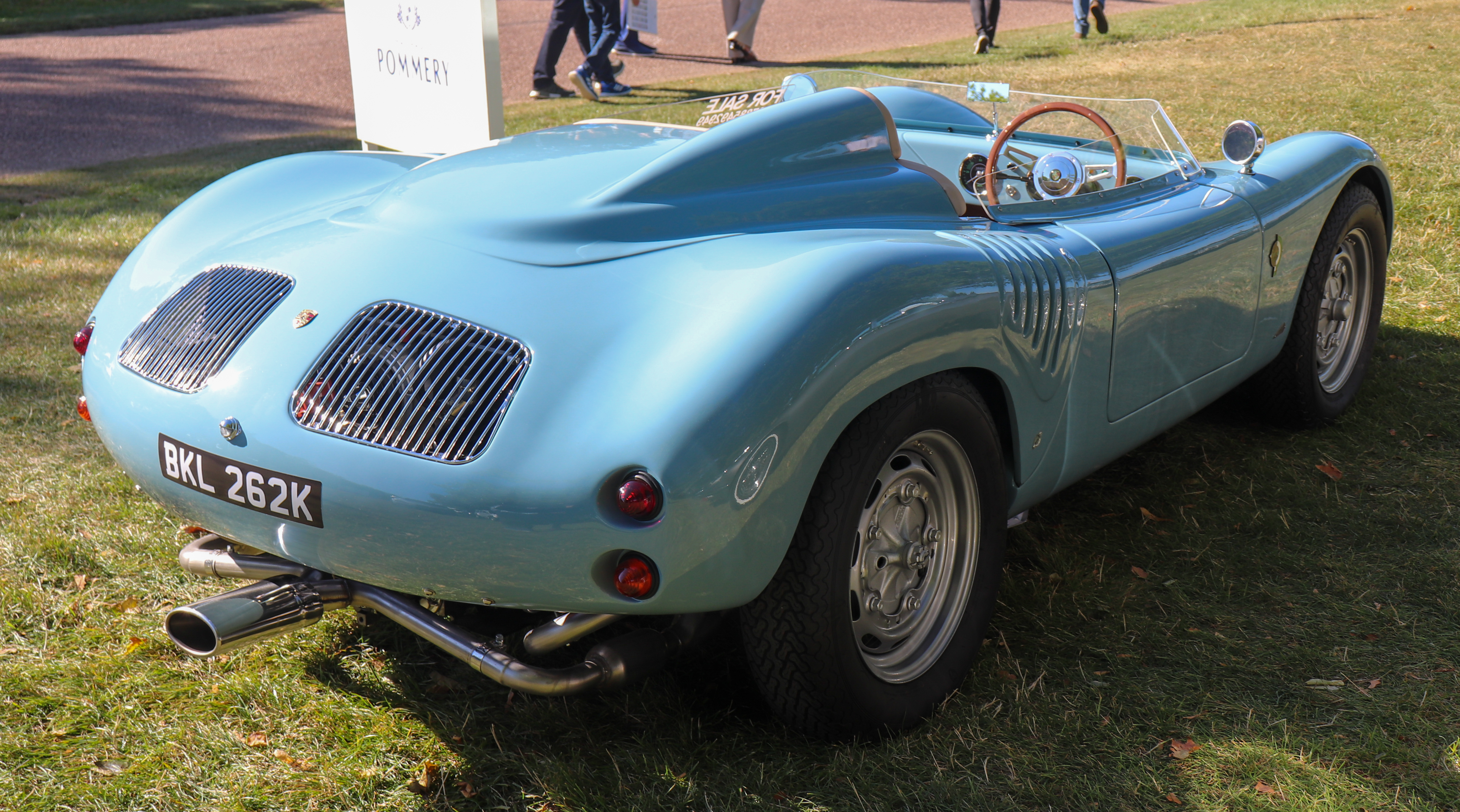
Heckansicht

Spyders Inc ist ein britischer Hersteller von Automobilen.

## Unternehmensgeschichte
Rob Lindsay gründete 2003 das Unternehmen in Cheltenham in der Grafschaft Gloucestershire. Er begann 2004 mit der Produktion von Automobilen und Kits. Der Markenname lautet RSK. Insgesamt entstanden bisher etwa 50 Exemplare.

## Fahrzeuge
Das einzige Modell ist der RSK Spyder. Dies ist die Nachbildung des Porsche 718 RSK. Ein gekürztes Fahrgestell vom VW Käfer bildet die Basis. Darauf wird eine offene Karosserie aus Fiberglas montiert.